# Fabiola Colmenares
Fabiola Colmenares (Barquisimeto, Lara, 1974. augusztus 28. –) venezuelai színésznő és modell.

## Élete és pályafutása
Barquisimetoban született 1974. augusztus 28-án.
1994-ben Lara szövetségi államot képviselte a Miss Venezuela szépségversenyen.
Első szerepét a Nincs hozzád hasonlóban kapta meg Gabriela Spanic, Miguel de León és Eduardo Luna mellett. Ezután olyan novellák következtek, mint a Csábító napsugár, az Amor mío, vagy A nők világa. 2001-ben megkapta a perui Milliomosra vadászva című telenovella főszerepét, amelyben Diego Bertie-vel játszott együtt.
2011. március 22-én született meg Caracasban kislánya.

## Filmográfia

### Televízió
| Év        | Eredeti Cím              | Cím                  | Szerep                      |
| --------- | ------------------------ | -------------------- | --------------------------- |
| 1995      | Como tú, ninguna         | Nincs hozzád hasonló |                             |
| 1996      | Sol de tentación         | Csábító napsugár     | Marta Irrazábal             |
| 1997      | Amor mío                 |                      | Yolanda                     |
| 1998      | El país de las mujeres   | A nők világa         | Sandra                      |
| 1998      | Entre frutas y verduras  |                      | Alejandra                   |
| 1999      | Toda mujer               | Igazi nő             | Katiuska Grun               |
| 2000-2001 | Amantes de luna llena    | Csábítás             | María Celeste 'La Vikinga'  |
| 2001      | Cazando a un millionario | Milliomosra vadászva | Eva Alonso                  |
| 2002      | Mambo y canela           |                      |                             |
| 2002      | Las González             |                      | Lirio                       |
| 2003      | Cosita rica              |                      | Paula                       |
| 2005      | El amor las vuelve locas |                      | Raquel                      |
| 2006      | Los Querendones          | Veled álmodom        | Fe Quintero                 |
| 2007      | Acorralada               | Sarokba szorítva     | Fabiola Colmenares (önmaga) |

### Film
| Év   | Eredeti Cím                    | Cím | Szerep           |
| ---- | ------------------------------ | --- | ---------------- |
| 2002 | El nudo                        |     | Susana           |
| 2007 | Miranda regresa                |     | Susan Livingston |
| 2007 | Ni tan largos... ni tan cortos |     | Raquel           |